# Parlamentswahl in Slowenien 2026
Die nächste Wahl zur Nationalversammlung in Slowenien findet voraussichtlich im April 2026 statt. Gewählt werden die 90 Abgeordneten des Parlamentes.

## Wahlsystem
Die Nationalversammlung wird in Slowenien nach dem Verhältniswahlverfahren gewählt. Zu vergeben sind insgesamt 90 Sitze, von denen je einer für die ungarische und italienische Minderheit reserviert ist. Das Land ist in 8 Wahlkreise unterteilt, die wiederum in 11 Wahldistrikte zerfallen. Die Mandate werden in jedem der 8 Wahlkreise nach dem Droop-Quotensystem verteilt. Auf nationaler Ebene erfolgt eine Angleichung nach dem D’Hondt-Verfahren. Es gibt eine Sperrklausel von vier Prozent, die sowohl auf Ebene der Wahlkreise als auch national gilt. Die Legislaturperiode beträgt vier Jahre.

## Ausgangslage
Die regierende Slovenska demokratska stranka (SDS, Slowenische Demokratische Partei), geführt von Ministerpräsident Janez Janša, wurde von Robert Golob und seiner Gibanje Svoboda (GS, Freiheitsbewegung) besiegt. Den dritten Platz erreichte Nova Slovenija (NSi, Neues Slowenien), gefolgt von den Socialni demokrati (SD, Sozialdemokraten) und Levica (L, Linke), die beide Verluste erlitten. Die Lista Marjana Šarca (LMŠ, Liste Marjan Šarec) und die Stranka Alenke Bratušek (SAB, Partei von Alenka Bratušek) fielen beide unter die Vier-Prozent-Hürde und gewannen keine Sitze, ebenso schieden die Slovenska nacionalna stranka (SNS, Slowenische Nationale Partei) sowie die Demokratična stranka upokojencev Slovenije (DeSUS, Demokratische Pensionistenpartei Sloweniens) aus der Nationalversammlung aus. Die Wahlbeteiligung erreichte 70 %, eine deutliche Erhöhung gegenüber den beiden vorhergehenden Wahlen (2018: 53 %, 2014: 52 %).
International wurde die Wahl als Niederlage für Janša und den Rechtspopulismus bezeichnet, da Janša als Unterstützer des ehemaligen US-Präsidenten Donald Trump und Verbündeter des ungarischen Ministerpräsidenten Viktor Orbán gilt.
Mitte Mai 2022 wurden die Ergebnisse der Koalitionsverhandlungen bekanntgegeben: Die neue Regierung werde von fünf Parteien getragen, das Kabinett solle 19 Minister umfassen. Neben Golobs GS sind sowohl die SD als auch Levica Teil der neuen Regierung. Die beiden ehemaligen Ministerpräsidenten Marjan Šarec und Alenka Bratušek, deren Parteien den Wiedereinzug ins Parlament verfehlten, wurden ebenfalls für Ministerämter nominiert.